# 2002년 벤쿠버 국제 영화제
제21회 벤쿠버 국제 영화제는 2002년 9월 26일에 열린 시상식이다.

## 수상 및 후보

### 캐나다영화인기상
- Expecting - Deborah Day 수상

### 용호상
- 상하이 패닉 - 앤드류 정 수상

### 에어캐나다상
- 볼링 포 콜럼바인 - 마이클 무어 수상
- Rivers and Tides - Thomas Riedelsheimer

### 페더럴익스프레스상
- Fix: The Story of an Addicted City - Nettie Wild 수상